# Las Mesas
Las Mesas település Spanyolországban, Cuenca tartományban. Las Mesas Mota del Cuervo, Santa María de los Llanos, El Pedernoso, Las Pedroñeras, Villarrobledo és Socuéllamos községekkel határos. Lakosainak száma 2271 fő (2024).

## Népesség
A település népessége az utóbbi években az alábbiak szerint változott:
| Lakosok száma | 2455 | 2498 | 2467 | 2533 | 2560 | 2501 | 2326 | 2336 | 2310 | 2271 |
|               | 2001 | 2004 | 2006 | 2009 | 2011 | 2014 | 2016 | 2019 | 2021 | 2024 |